# Varronia guazumifolia
Varronia guazumifolia är en strävbladig växtart som beskrevs av Nicaise Auguste Desvaux. Varronia guazumifolia ingår i släktet Varronia och familjen strävbladiga växter. Inga underarter finns listade i Catalogue of Life.